# Holapansaari (ö i Otermanjärvi)
Holapansaari är en ö i Finland. Den ligger i sjön Otermanjärvi och i kommunen Vaala i den ekonomiska regionen  Oulunkaari  och landskapet Norra Österbotten, i den centrala delen av landet, 500 km norr om huvudstaden Helsingfors. Öns area är 51,8 hektar och dess största längd är 1,9 kilometer i öst-västlig riktning.